# Ludus in fabula
Ludus in fabula è un romanzo giallo storico di Danila Comastri Montanari che, come altri lavori precedenti di quest'autrice, ha come protagonista il senatore Publio Aurelio Stazio.

## Trama
Siamo a Roma, nel 47 d.C. (anno 800 ab Urbe condita), e si sta svolgendo una caccia al tesoro con un ricchissimo premio in palio; la caccia al tesoro si è rivelata talmente appassionante che praticamente tutti a Roma ne sono coinvolti. Un giorno, Pomponia, una dei partecipanti, si precipita alla statua di Cornelia nel Portico di Ottavia alla ricerca dell'ultimo indizio della caccia al tesoro, ma stavolta, ad attenderla, non c'è un indovinello o un disegno misterioso, ma un indizio orribilmente macabro, ovvero una mano mozzata, davanti al quale la matrona sviene. Ripresasi, Pomponia corre a chiedere aiuto al suo migliore amico, il senatore Publio Aurelio Stazio, spalleggiato da valenti collaboratori come l'astuto liberto Castore, il fido amministratore Paride e l'anatomopatologo Ipparco, precursore dei moderni medici legali. Ben presto, i sospettati diventano tanti, e tra essi figurano un ragazzo acuto ma pasticcione, un noto campione di trigono, una donna affascinante dal carattere impossibile, i giovinastri della banda di quartiere che imperversa alla Suburra, un ambiguo segnapunti, tre popolane in cerca di un modo per sbarcare il lunario e uno strano forestiero fisicamente simile in modo straordinario al senatore Publio. In quel momento, però, il misterioso e sconosciuto ideatore della caccia al tesoro alza improvvisamente la posta e comincia a lasciare come traccia i cadaveri delle sue vittime, trasformando quello che sembrava un semplice passatempo in un gioco di morte dove in palio vi sono le vite dei concorrenti stessi.

## Personaggi
- Publio Aurelio Stazio: senatore romano e protagonista della serie. Vive nella domus degli Aureli sul Viminale insieme a Castore, Paride, Aristodemo e i suoi servi.
- Castore: segretario di Aurelio, agile e snello, ma considerato da Paride un "blasfemo, arrogante, libertino e ladro matricolato".
- Paride: intendente e capo della servitù di Aurelio. Sebbene estremamente fedele e onesto, è anche molto superstizioso
- Sansone, Iberina, Memnone e Chandra: servitori di Aurelio, sotto Paride.
- Aristodemo: scultore.
- Pomponia: moglie di Servilio. Vive nella residenza dei Servili sul Quirinale insieme al suo ex-gladiatore. Sarà lei a scoprire per prima quello che si rivelerà il primo degli indizi macabri lasciati dallo sconosciuto ideatore della caccia al tesoro.
- Carnifex: ex-gladiatore al servizio di Pomponia.
- Surio Rufino: ragazzone impacciato che vive nella domus dei Suri sull'Oppio insieme alla sorellastra e al fratellastro.
- Surilla: sorellastra di Rufino.
- Decimo Surillo: fratellastro di Rufino e Surillo, poco più che bambino.
- Prassilla: un'anziana che vive nell'insula della Gru alla Suburra insieme a figlia e nipote.
- Febe: figlia di Prassilla.
- Milla: nipote di Prassilla, e figlia di Febe.
- Meticanio Meticone: capo della banda Gallica alla Suburra.
- Dannico: il vice di Meticanio.
- Sagitta: il palo della banda Gallica.
- Comago, Nonno, Geronimo e Cintullo: quattro membri della banda Gallica.
- Viridia: schiava di Meticanio e quindi della banda Gallica.
- Ambiorige: assassino su commissione della banda Gallica.
- Iullo Batraco: campione di trigono, vive nella sua casa alle pendici del Celio.
- Ascanio: allenatore e segnapunti di Batraco.
- Macario: finanziere di Antiochia.
- Timandro: un segretario di Macario.
- Crispino Balbo: senatore della Curia.
- Lentulo: vicario del princeps Senatus.
- Ipparco di Cesarea: medico e amico di Aurelio, vive nel valetudinarium dell'Esquilino.
- Ofonio: vigile degli Horti Lamiani
- Zotico: un mendicante, anch'egli degli Horti Lamiani.
- Romizio: proprietario di una fullonica dei meandri di Suburra.
- Oreste e Criso: due bambini di strada dei meandri.
- Eufrosine: una prostituta.

## Edizioni
- Danila Comastri Montanari, Ludus in fabula, collezione Omnibus, Arnoldo Mondadori Editore, ottobre 2017,  p. 262, ISBN 978-88-04-66428-4.
- Danila Comastri Montanari, Ludus in fabula, Oscar gialli, Mondadori, 16 ottobre 2018,  p. 264, ISBN 978-88-04-70339-6.